# デニス・ペチュホフ
デニス・ペチュホフ（ロシア語:  Денис Петухов、1978年10月6日 - ）は、ロシアキーロフ出身のアメリカの男性フィギュアスケート選手。2006年トリノオリンピックアイスダンスアメリカ代表。パートナーはメリッサ・グレゴリー。

## 経歴
ロシアのキーロフに生まれ、8歳のころにスケートを始めた。のちにオクサナ・ポトディコワとカップルを結成し、1997年世界ジュニアフィギュアスケート選手権では初出場ながら2位となり頭角を現した。翌1997-1998年シーズンからは創設されたばかりのISUジュニアグランプリ（当時の名称はISUジュニアシリーズ）に参戦。JGPブラオエン・シュベルター杯で優勝し、JGPファイナルでは2位となる。2度目の出場となった世界ジュニア選手権では3位となった。
1998-1999年シーズンからはシニアクラスに転向し、ゴールデンスピンでは優勝を飾る。翌1999-2000年シーズンにはISUグランプリシリーズにも参戦し、ロシア選手権では3位となり、2000年欧州選手権に出場するまでになったが、2000年3月にオクサナ・ポトディコワとのカップルを解散した。
その後、メリッサ・グレゴリーとカップルを結成し、2000年9月にアメリカへ渡り、2001年2月にパートナーでもあるメリッサ・グレゴリーと結婚。2002-2003年シーズンからアメリカ代表としてISUグランプリシリーズに再び参戦を果たした。2005年2月、アメリカ市民権を取得。翌2006年全米選手権で2位となりトリノオリンピック代表に選出された。トリノオリンピックではコンパルソリーダンスで15位、オリジナルダンスとフリーダンスでは14位となり、総合14位に終わった。
2007-2008年シーズン、初戦となったスケートカナダでフリーダンスでのリフトの練習中にパートナーのメリッサ・グレゴリーが落下。そのまま棄権。次戦はロシア杯への出場を予定していたが欠場し、2008年全米選手権への出場も見送られた。

## 主な戦績
- 戦績はメリッサ・グレゴリーとのカップル時。

| 大会/年            | 2001-02 | 2002-03 | 2003-04 | 2004-05 | 2005-06 | 2006-07 | 2007-08 |
| ------------------ | ------- | ------- | ------- | ------- | ------- | ------- | ------- |
| オリンピック       |         |         |         |         | 14      |         |         |
| 世界選手権         |         |         | 12      | 11      | 9       | 10      |         |
| 四大陸選手権       |         | 6       | 4       | 2       |         |         |         |
| 全米選手権         | 3       | 3       | 2       | 2       | 2       | 2       |         |
| GPファイナル       |         |         |         |         |         | 6       |         |
| GPスケートカナダ   |         | 8       |         |         | 3       |         | 棄権    |
| GPスケートアメリカ |         | 5       | 5       |         |         | 2       |         |
| GPNHK杯            |         |         |         | 4       |         | 3       |         |
| GPロシア杯         |         |         |         |         | 4       |         |         |
| GPエリック杯       |         |         |         | 4       |         |         |         |
| GP中国杯           |         |         | 4       |         |         |         |         |
| ネーベルホルン杯   |         | 2       |         |         |         |         |         |

### 詳細
| 2007-2008 シーズン |                                                        |         |         |    |      |
| 開催日             | 大会名                                                 | CD      | OD      | FD | 結果 |
| 2007年11月1日-4日  | ISUグランプリシリーズ スケートカナダ（ケベックシティ） | 3 32.03 | 5 47.80 | -  | 棄権 |

| 2006-2007 シーズン     |                                                           |          |          |         |           |
| 開催日                 | 大会名                                                    | CD       | OD       | FD      | 結果      |
| 2007年3月19日-25日     | 2007年世界フィギュアスケート選手権（東京）                | 11 30.83 | 10 53.15 | 9 86.10 | 10 170.08 |
| 2007年1月21日-28日     | 全米フィギュアスケート選手権（スポケーン）                | 3 34.65  | 2 56.45  | 2 96.54 | 2 187.64  |
| 2006年12月14日-17日    | 2006/2007 ISUグランプリファイナル（サンクトペテルブルク） | -        | 6 52.84  | 6 83.10 | 6 135.94  |
| 2006年11月30日-12月3日 | ISUグランプリシリーズ NHK杯（長野）                       | 3 33.62  | 3 54.56  | 3 89.63 | 3 177.81  |
| 2006年10月26日-29日    | ISUグランプリシリーズ スケートアメリカ（ハートフォード）  | 2 35.02  | 2 55.61  | 2 90.35 | 2 180.98  |

| 2005-2006 シーズン  |                                                        |          |          |          |           |
| 開催日              | 大会名                                                 | CD       | OD       | FD       | 結果      |
| 2006年3月20日-26日  | 2006年世界フィギュアスケート選手権（カルガリー）       | 10 32.37 | 9 52.24  | 10 86.45 | 9 171.06  |
| 2006年2月10日-26日  | トリノオリンピック（トリノ）                           | 15 30.51 | 14 47.00 | 14 81.64 | 14 159.15 |
| 2006年1月7日-15日   | 全米フィギュアスケート選手権（セントルイス）           | 2 35.69  | 2 58.44  | 3 91.13  | 2 185.26  |
| 2005年11月24日-27日 | ISUグランプリシリーズ ロシア杯（サンクトペテルブルク） | 4 29.62  | 5 46.78  | 4 83.43  | 4 159.83  |
| 2005年10月27日-30日 | ISUグランプリシリーズ スケートカナダ（セントジョンズ） | 3 31.31  | 3 47.19  | 2 85.62  | 3 164.12  |

| 2004-2005 シーズン  |                                                      |          |          |          |           |
| 開催日              | 大会名                                               | CD       | OD       | FD       | 結果      |
| 2005年3月14日-20日  | 2005年世界フィギュアスケート選手権（モスクワ）       | 11 34.40 | 12 50.22 | 11 88.38 | 11 173.00 |
| 2005年2月14日-20日  | 2005年四大陸フィギュアスケート選手権（江陵）         | 2 38.02  | 2 55.10  | 2 90.85  | 2 183.97  |
| 2004年11月19日-21日 | ISUグランプリシリーズ エリック・ボンパール杯（パリ） | 4 34.67  | 4 55.04  | 5 90.01  | 4 179.72  |
| 2004年11月4日-7日   | ISUグランプリシリーズ NHK杯（名古屋）                | 4 34.69  | 4 54.86  | 4 87.99  | 4 177.54  |

| 2003-2004 シーズン  |                                                      |         |         |         |          |
| 開催日              | 大会名                                               | CD      | OD      | FD      | 結果     |
| 2004年3月22日-28日  | 2004年世界フィギュアスケート選手権（ドルトムント）   | 7       | 11      | 12      | 12       |
| 2004年2月19日-25日  | 2004年四大陸フィギュアスケート選手権（ハミルトン）   | 4       | 3       | 4       | 4        |
| 2003年11月6日-9日   | ISUグランプリシリーズ 中国杯（北京）                 | 4 32.66 | 4 46.96 | 4 83.48 | 4 163.10 |
| 2003年10月23日-26日 | ISUグランプリシリーズ スケートアメリカ（レディング） | 5 32.99 | 5 51.75 | 4 92.74 | 5 177.48 |
| 2003年9月3日-6日    | 2003年ネーベルホルン杯（オーベルストドルフ）         | 3       | 3       | 2       | 2        |

| 2002-2003 シーズン     |                                                        |    |    |    |      |
| 開催日                 | 大会名                                                 | CD | OD | FD | 結果 |
| 2003年2月10日-16日     | 2003年四大陸フィギュアスケート選手権（北京）           | 6  | 6  | 6  | 6    |
| 2002年10月31日-11月3日 | ISUグランプリシリーズ スケートカナダ（ケベックシティ） | 7  | 8  | 8  | 8    |
| 2002年10月23日-27日    | ISUグランプリシリーズ スケートアメリカ（スポケーン）   | 5  | 5  | 5  | 5    |